# Jan Maxián
Jan Maxián (ur. 16 lipca 1983 w Pradze) – czeski aktor, wokalista i kompozytor.
Ukończył Państwowe Konserwatorium w Pradze na wydziale muzyczno-dramatycznym. Na tejże uczelni uczył się także kompozytorstwa muzycznego. Odbył kursy kompozycji i gry na fortepianie w konserwatorium w Dortmundzie. 
Występował w różnych teatrach takich jak Kalich, Státní opera czy Východočeské divadlo Pardubice, gdzie grał role w spektaklach dramatycznych i musicalowych. Wystąpił także w głównej roli w projekcie Michala Horáčka pt. Kudykam. 
Jest kompozytorem muzyki do filmów i seriali, zarówno czeskich, jak i zagranicznych. Tworzy także muzykę do reklam, słuchowisk i sztuk teatralnych. Jest autorem szeregu czeskich musicali, np. Quasimodo (teatr Hybernia).
Jest członkiem czeskiej formacji muzycznej NightWork.
Pracuje także w dubbingu. Użyczył głosu licznym postaciom w zagranicznych filmach i serialach, są wśród nich m.in. Władca Pierścieni, Thor, Avengers, Spider-Man czy SpongeBob.